# Crips
Crips este o bandă provenită din sudul Californiei. Fondată în Los Angeles, California, la sfârşitul anilor 1960 în principal de către Raymond Washington şi Stanley Williams. Cândva o singură alianță între două bande autonome, este acum o rețea vag conectată de „seturi” individuale, adesea angajate în război deschis unul cu altul. Membrii săi poartă în mod tradițional haine albastre, o practică care a scăzut oarecum din cauza represiunilor poliției care vizează membrii bandelor. Din punct de vedere istoric, membrii au fost în primul rând de moștenire afro-americană.
Crips sunt una dintre cele mai mari și violente asociații de bande de stradă din Statele Unite. Cu aproximativ 30.000 până la 35.000 de membri în 2008, aceștia au fost implicați în crime, jafuri și trafic de droguri, printre alte infracțiuni.

## Istorie
Stanley Tookie Williams l-a întâlnit pe Raymond Lee Washington în 1969, iar cei doi au decis să-și unească membrii bandelor locale din partea vestică și estică a oraşului Los Angeles pentru a lupta cu bandele de stradă vecine. Majoritatea membrilor aveau între 13-19 ani. Williams a actualizat data de fondare uneori citată din 1969 în memoriile sale, „Blue Rage Black Redemption” . Activitatea bandelor din sudul oraşului Los Angeles își are rădăcinile într-o varietate de factori datând din Anii 1950, inclusiv declinul economic post-al doilea război mondial care a dus la șomaj și sărăcie, segregarea rasială ducând la formarea unor „cluburi de stradă” de către minorități care au fost excluse din organizații precum Boy Scouts și în scăderea organizațiilor naționaliste negre precum Black Panther Party (Partidul Panterei Negre) și Black Power Movement (Mișcarea Puterii Negre).
Până în 1978, existau 45 de bande Crips, numite seturi, în Los Angeles. Au fost puternic implicați în producția de PCP, marijuana și amfetamine. La 11 martie 1979, Williams, membru al Westside Crips, a fost arestat pentru patru crime și la 9 august 1979, Washington a fost împușcat. Washington fusese împotriva luptelor Crip și, după moartea sa, mai multe seturi Crip au început să lupte unul împotriva celuilalt. Conducerea Crips a fost demontată, determinând un război de bandă mortal între Rollin '60 Neighborhood Crips și Eight Tray Gangster Crips, care au condus seturile Crip din apropiere să aleagă părțile și să se alinieze fie cu Gangster Crips, fie cu Neighborhood Crips, purtând un război pe scară largă în Los Angeles și alte orașe. East Coast Crips și Hoover Crips și-au rupt direct alianța după moartea lui Washington. Până în 1980, Crips erau în frământări, luptând cu Bloods și unul împotriva celuilalt. Creșterea și influența bandei au crescut semnificativ la începutul anilor 1980, când cocaina crack a lovit străzile și seturile Crip au început să distribuie drogurile. Profiturile mari au determinat mulți Crips să creeze noi piețe în alte orașe și state. Drept urmare, calitatea de membru al Crip a crescut constant, iar banda de stradă a fost una dintre cele mai mari națiuni de la sfârșitul anilor 1980. În 1999, existau cel puțin 600 de seturi Crips cu peste 250.000 de membri care transportau droguri în Statele Unite.

## Etimologie
Unele surse sugerează că numele original al alianței, „Cribs”, a fost restrâns dintr-o listă cu multe opțiuni și ales în unanimitate din trei alegeri finale, peste Black Overlords și Assassins. Cribs a fost ales pentru a reflecta vârsta tânără a majorității membrilor bandei. Numele a evoluat în „Crips” când membrii bandelor au început să poarte bastoane pentru a-și afișa statutul de „proxenet”. Oamenii din cartier au început apoi să le numească schilodii(cripples) sau „Crips” pe scurt. În februarie 1972, Los Angeles Times a folosit termenul. O altă sursă sugerează că „Crips” ar fi putut evolua din „Cripplers”, o bandă de stradă din anii 1970 din Watts, a cărei membru a fost Washington. Numele nu avea nicio semnificație politică, organizațională, criptică sau acronimică, deși unii au sugerat că reprezintă „Revoluția comună în curs”, un backronim. Potrivit filmului Bastards of the Party, regizat de un membru al Bloods, numele a reprezentat „Serviciul comunitar revoluționar interpartidic” sau „Serviciul comunitar de reformă interpartidă”. În memoriile sale, Williams a respins afirmațiile că grupul a fost un spin-off al Partidului Panterei Negre sau format pentru o agendă comunitară, scriind că „înfățișa o alianță de luptă împotriva bandelor de stradă - nimic mai mult, nimic mai puțin”. Washington, care a frecventat liceul Fremont, a fost liderul East Side Crips, iar Williams, care a urmat liceul Washington, a condus West Side Crips.
Williams și-a amintit că o bandana albastră a fost purtată pentru prima dată de membrul fondator al lui Crips, Buddha, ca parte a îmbrăcămintei sale colorate din Levi's albastru, o cămașă albastră și bretele albastru închis. O bandană albastră a fost purtată în tribut lui Buddha după ce a fost împușcat și ucis pe 23 februarie 1973, iar culoarea a devenit asociată cu Crips.

## Apartenenta
Banda Crips este formata din aproximativ 30.000 și 35.000 de membri și 800 de seturi, activ în 221 de orașe și 41 de state americane. Statele cu cel mai mare număr estimat de „seturi Crips” sunt California, Texas, Oklahoma și Missouri. Membrii constau de obicei din tineri bărbați afro-americani, unii fiind albi, hispanici, asiatici și din insulele Pacificului. Seturile Crip sunt active și în orașele canadiene Montreal și Toronto.
În 1992, LAPD a estimat 15.742 Crips în 108 seturi; alte surse estimate au fost de 30.000 la 35.000 în 600 de seturi în California.
Crips au servit în forțele armate ale Statelor Unite și pe baze din Statele Unite și peste hotare.

## Rivalități Crip-on-Crip
Crips a devenit popular în sudul Los Angeles-ului, pe măsură ce s-au alăturat mai multe bande de tineri; la un moment dat, au depășit cu 3 la 1 bandele non-Crip, provocând dispute cu bandele non-Crip, inclusiv L.A. Brims, Athens Park Boys, Bishops, The Drill Company și Denver Lanes. Până în 1971 notorietatea bandei se răspândise în Los Angeles.
Până în 1971, o bandă de pe strada Piru din Compton, California, cunoscută sub numele de Piru Street Boys, s-a format și s-a asociat cu Crips ca set. După doi ani de pace, a început o luptă între Pirus și celelalte seturi Crip. Ulterior a devenit violent pe măsură ce a avut loc războiul dintre bande între foști aliați. Această bătălie a continuat și până în 1973, Pirus a vrut să pună capăt violenței și a convocat o întâlnire cu alte bande vizate de Crips. După o lungă discuție, Pirus a rupt toate legăturile cu Crips și a început o organizație care mai târziu va fi numită Bloods, o bandă de stradă infamă pentru rivalitatea sa cu Crips.
De atunci, s-au declanșat alte conflicte și lupte între multe dintre seturile Crips rămase. Este o concepție greșită obișnuită că Crips stabilește feud doar cu Bloods. În realitate, se luptă și unul cu celălalt - de exemplu, Rolling 60s Neighborhood Crips și 83 Gangster Crips au fost rivali din 1979. În Watts, Grape Street Crips și PJ Watts Crips s-au contrazis atât de mult încât PJ Watts Crips chiar s-au unit sus cu un set local de Bloods, Bounty Hunter Bloods, pentru a lupta împotriva Grape Street Crips. La mijlocul anilor 1990, rivalitățile Hoover Crips și războaiele cu alte seturi Crip au făcut ca aceștia să devină independenți și să renunțe la numele Crip, numindu-se Hoover Criminals.

## Alianțe și rivalități

### Rivalitatea cu Bloods
Bloods este principalul rival al Crips. Bloods s-a format inițial pentru a oferi membrilor protecție împotriva Crips. Rivalitatea a început în anii 1960, când Washington și alți membri ai Crip i-au atacat pe Sylvester Scott și Benson Owens, doi elevi de la Centennial High School. După incident, Scott a format Pirus, în timp ce Owens a înființat banda West Piru. La sfârșitul anului 1972, mai multe bande care s-au simțit victimizate de Crips datorită escaladării atacurilor lor s-au alăturat lui Pirus pentru a crea o nouă federație de bande non-Crip, care ulterior a devenit cunoscută sub numele de Bloods. Între 1972 și 1979, rivalitatea dintre Crips și Bloods a crescut, reprezentând majoritatea crimelor legate de bande din sudul Los Angeles-ului. Membrii Bloods și Crips se luptă ocazional între ei și sunt responsabili pentru o parte semnificativă a crimelor legate de bandă din Los Angeles.

### Alianta cu Folk Nation
La sfârșitul anilor 1980 și începutul anilor 1990, deoarece mulți membri ai bandelor Crip erau trimiși în diferite închisori din toată țara, s-a format o alianță între Crips și Folk Nation din închisorile din sud-vestul și sudul SUA. Această alianță a fost stabilită pentru a proteja membrii bandelor încarcerate în închisoarea de stat și federală. Este cel mai puternic în închisori și mai puțin eficient în exterior. Alianța dintre Crips și Folks este cunoscută sub numele de "8-ball". Un 8-ball rupt indică un dezacord sau „beef” între Folks și Crips.

## Practici
Unele practici ale vieții bandelor Crip includ graffiti și înlocuiri și ștergeri ale anumitor litere ale alfabetului. Litera „b” din cuvântul „blood”(sange) este „nerespectată” printre anumite mulțimi și scrisă cu o cruce înăuntru datorită asocierii sale cu inamicul. Literele „CK”, care înseamnă „Crip killer”, sunt evitate și înlocuite cu „cc”. De exemplu, cuvintele „kick back”(a da inapoi) sunt scrise „kicc bacc”. Multe alte litere sunt, de asemenea, modificate datorită asociațiilor simbolice. Crips se numesc în mod tradițional „Cuzz”, care în sine este uneori folosit ca apelativ pentru Crip. „Crab” este epitetul cel mai lipsit de respect pentru a numi un Crip și poate garanta o represiune fatală. Membrii Crip moderni din modulele închisorii din anii 1970 și 1980 vorbeau uneori swahili pentru a menține intimitatea de la gardieni și bandele rivale.